# Bolko IV. (Oppeln)
Bolko IV. (auch Boleslaus IV. von Oppeln, Boleslaw IV. von Oppeln; polnisch Bolko IV opolski; tschechisch Boleslav IV. Opolský; * 1363/67; † 6. Mai 1437) war 1382–1437 Herzog von Oppeln, sowie Herzog der Oppelner Teilherzogtümer Falkenberg und Strehlitz.

## Familie und Herkunft
Bolko entstammte dem Oppelner Zweig der Schlesischen Piasten. Er war der zweitgeborene Sohn des Herzogs Bolko III. und der Anna, deren Herkunft nicht bekannt ist. 
Zwischen 1393 und 1400 vermählte sich Bolko IV. mit Margaretha von Görz. Der Ehe entstammten die Kinder
1. Bolko V. von Oppeln († 1460)
2. Johann von Oppeln († 1439)
3. Heinrich († 1436)
4. Nikolaus I. von Oppeln (1420–1476)
5. Margaretha († 1454/55), verheiratet mit Herzog Ludwig III. von Lüben, Haynau und Ohlau

## Leben
Nach dem Tod des gleichnamigen Vaters Bolko III. 1382 standen Bolko IV. und seine jüngeren Brüder Heinrich († 1394) und Bernhard († 1455) zunächst unter der Vormundschaft ihres Onkels Wladislaus II. von Oppeln und ihres ältesten Bruders Johann I. Da der Erbteil ihrer Großmutter Elisabeth von Schweidnitz bis zum Tode des Vaters noch nicht ausbezahlt worden war, ging der Anspruch 1382 auf Bolko und seine Brüder über. Um an den Erbteil zu gelangen, erwirkten Bolko und seine Brüder 1389 vom böhmischen König Wenzel IV., der der rechtmäßige Erbe des Herzogtums Schweidnitz war, einen entsprechenden Schuldschein. Durch ihn wurde 1390 die sogenannte Oppelner Fehde ausgelöst, die sich gegen die Stadt Breslau richtete und jahrzehntelang andauerte. Wegen dieser Fehde waren Bolko und seine Brüder schlecht beleumdet.
Wegen der antipolnischen Politik ihres Onkels Wladislaus, der ein Anhänger des böhmischen Königs Wenzel war, den Deutschen Orden unterstützte und den Plan verfolgte, Polen zu zerschlagen, unternahm der polnische König Władysław II. Jagiełło 1391/92 einen Kriegszug in das Oppelner Land. Bolko und sein Bruder Bernhard wurden in Oppeln vom polnischen Heer festgehalten. 
Nach dem Tod ihres Onkels Wladislaus, der nur Töchter hatte, waren Bolko und seine Brüder Johann und Bernhard 1401 die eigentlichen Erben des Herzogtums Oppeln. 1425 gliederte Bolko Klein Glogau, das vorher ein Wittum von Wladislaus Witwe Eufemia († 1418/24) war, aus dem Herzogtum Oppeln aus und übertrug es seinem gleichnamigen Sohn Bolko V., der sich  Herzog von Oppeln und Herr auf Klein Glogau und Prudnik titulierte. Da er auf Seiten der Hussiten stand, verschonten diese 1428 auch das Gebiet seines Vaters Bolkos IV.
Nach dem Tod König Wenzels unterstützte Bolko IV. dessen Halbbruder Sigismund. Bolko IV. starb am 6. Mai 1437; sein Leichnam wurde in der Kirche des Oppelner Franziskanerklosters beigesetzt.